# Borzygniew (województwo dolnośląskie)

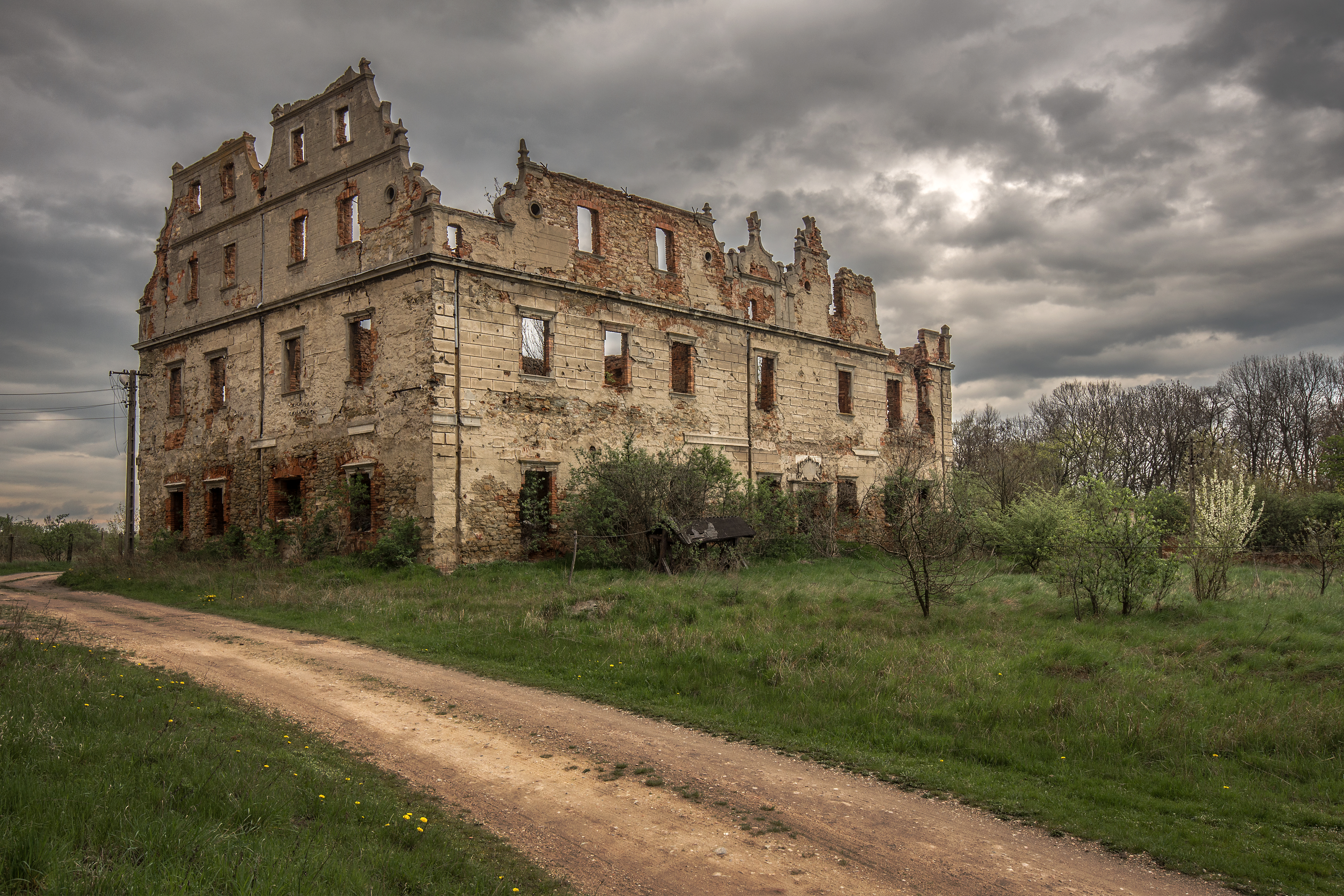
Ruiny pałacu w Borzygniewie

Borzygniew (niem. Borganie) – wieś w Polsce położona w województwie dolnośląskim, w powiecie wrocławskim, w gminie Mietków, około 35 km na południowy zachód od Wrocławia, na północnym brzegu Jeziora Mietkowskiego. 

## Podział administracyjny
W latach 1975–1998 miejscowość administracyjnie należała do województwa wrocławskiego.

## Demografia
Według Narodowego Spisu Powszechnego (III 2011 r.) liczył 489 mieszkańców. Jest największą miejscowością gminy Mietków.

## Historia
Wieś wzmiankowana pod nazwą Borignew w latach 1262 i 1319. W latach 1326 i 1351 wieś występuje pod nazwą Burgene. Burgonih w roku 1608, Borgany w roku 1614, Burganin w roku 1638, Burganau w roku 1651, Borganin w roku 1666, później jako Borganie. W okresie hitlerowskiego reżimu w latach 1937-1945 nazistowska administracja III Rzeszy zmieniła nazwę na nową, całkowicie niemiecką - Bergen.
W 1262 r. istniała parafia (wzmiankowany pleban Bogdanus). Obecny kościół pochodzi z II połowy XIII lub początku XIV w. Wzmiankowani plebani: Stancho (1318 r.), Henryk (1319 r.), Mikołaj (1400 r.). Do 1319 r. wieś w posiadaniu rodu Borganie, w latach 1319-1326 rodu von Tschammer, w latach 1326-1425 rodu von Seidlitz, w latach 1425-1562 rodu Czeczow (Tschetschau vel Metchow, Matche, Mettke). W 1562 r. właścicielami byli Kaspar Czeczow i Kaspar von Schindel zu Lauterbach. W tym czasie wieś stała się protestancka (Kościół przejęty przez protestantów w roku 1564). Od 1611 r. właścicielem był Krzysztof von Mühlheim und Domanze, za którego (1613 r.) powstał dwór manierystyczny spalony przez Sowietów w 1945 r. i pozostający w ruinie (2012 r.). W 1635 r. właścicielem został Zygmunt von Opatzki. W tym czasie (lata 1630-1638) kościół przejęli z powrotem katolicy (w czasie wojny trzydziestoletniej Habsburgowie w swoich dobrach dziedzicznych przywrócili katolikom kościoły, które wcześniej były katolickie, a zostały przejęte przez protestantów). W 1645 r. właścicielem wsi został Marcin von Knobelsdorf, w 1651 r. Krzysztof Vetter baron von Lyllis, a w 1663 r. Hartwig von Mesenau. Około 1750 r. w posiadanie majątku w Borzygniewie weszła rodzina baronów (od 1790 r. hrabiów) von Wickenburg zwanych Stechinelli, a po nich od około 1850 do roku 1937 właścicielami majątku była mieszczańska rodzina Schnellerów. W 1945 r. wieś została włączona do Polski i nadano jej nazwę Borzygniew.

## Zabytki
Do wojewódzkiego rejestru zabytków wpisany jest:
- kościół filialny parafii w Imbramowicach pw. św. Barbary z końca XIII w. lub początku XIV w., wczesnogotycki, murowany z kamienia łamanego, ciosu i cegły. Położony na wzgórzu, na cmentarzu grzebalnym otoczonym murem z cegły i kamienia. Przebudowany w 1910 r. (nowa kruchta zachodnia i południowa, przybudówka od północy oraz odbudowana wieża we wczesnobarokowej formie). W środku wystrój barokowy. Gotyckie sakramentarium, zworniki, wsporniki i dwie rzeźby świętych. Płyty nagrobne z XVIII w. Barokowy ołtarz boczny z 1700, w nawie manierystyczne epitafium kobiety z 1608[6];
- pałac w ruinie z 1613 r. - XVII w., położony na wzgórzu na wschód od kościoła. Zbudowany przez Krzysztofa von Mühlheim und Domanze. Murowany z kamienia i cegły, tynkowany, manierystyczny. Spalony przez Sowietów w 1945 r. W 2012 r. zachowane tylko mury kapitalne i inskrypcja fundacyjna z datą 1613 w portalu wejściowym

inne zabytki:
- domy z pierwszej połowy XIX w., ustawione szczytowo, frontem do zabudowań gospodarczych, m.in. nr 11 i 18

## Rekreacja
Nad jeziorem znajduje się kąpielisko strzeżone, plaża i wypożyczalnia sprzętu wodnego. 